# Carcere di Folsom

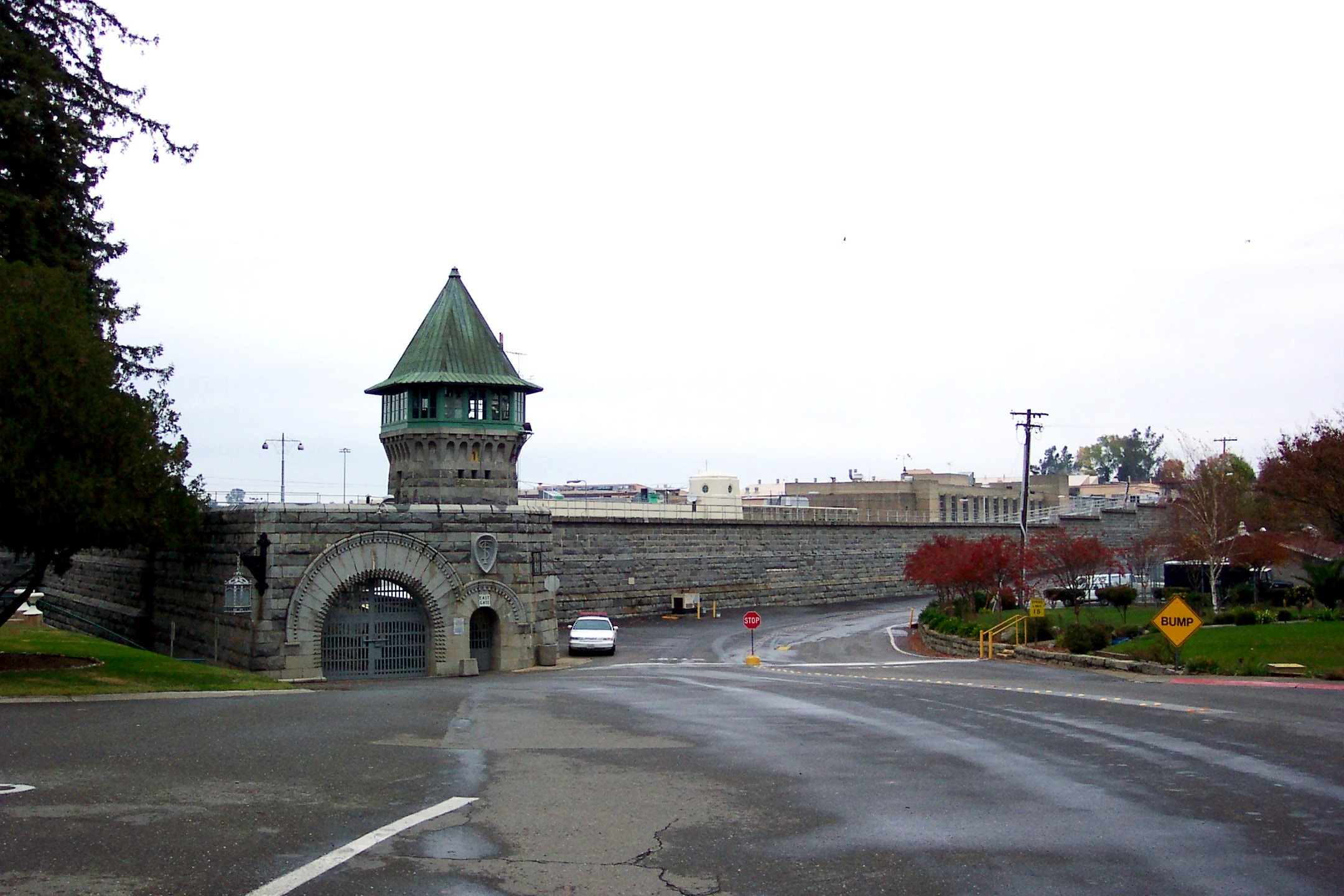
Veduta del carcere di Folsom, Represa, contea di Sacramento, California.

Il carcere di Folsom è un penitenziario statunitense. Sorge a Represa nei pressi della cittadina di Folsom, nella contea di Sacramento, in California, a nord-est della città di Sacramento.
Divenne famoso grazie a Johnny Cash, che vi tenne due concerti gratuiti, il più celebre dei quali nel 1968, quando le due esibizioni del 13 gennaio furono registrate per l'inclusione nell'album At Folsom Prison. Inoltre, Cash aveva composto ed inciso la canzone Folsom Prison Blues circa un decennio prima.
Nel corso degli anni, il carcere di Folsom ha ospitato diversi personaggi noti, inclusi Sonny Barger, Edward Bunker, Rick James, Edmund Kemper, Suge Knight, Timothy Leary, Charles Ng, e Charles Manson.

## Storia
Inaugurato nel 1880, il carcere di Folsom è la seconda prigione più antica dello Stato della California dopo San Quintino, e la prima ad aver avuto l'elettricità. Folsom fu inoltre uno dei primi carceri di massima sicurezza, e nel periodo dal 13 dicembre 1895 al 3 dicembre 1937 vi furono giustiziati mediante impiccagione 93 condannati alla pena capitale. Le successive esecuzioni furono spostate a San Quintino che aveva istituito un'apposita camera a gas.

## Struttura
La struttura è composta da cinque blocchi di detenzione delimitati da un perimetro di sicurezza, compresa l'originale struttura a due livelli. Il blocco 1 è il più popoloso degli Stati Uniti, con una capienza di circa 1,200 detenuti divisi in sezioni su quattro-cinque livelli. Ogni cella è dotata di gabinetto, lavandino, letti a castello, e di un armadietto per i beni dei detenuti.
La struttura carceraria include anche due mense, un grande cortile centrale, e due cortili più piccoli. La sala dei colloqui comprende un patio e un'area specifica per le visite senza contatto.

## Riferimenti nella cultura di massa
Il carcere di Folsom è stato la location di vari film, inclusi Rivolta al blocco 11, Inferno nel penitenziario, American Me, La corsa di Jericho, Ancora 48 ore, Diggstown, parte di Quando l'amore brucia l'anima - Walk the Line (un biopic su Johnny Cash), e Tortura. Viene anche menzionato in un episodio del cartone animato di Mucca e Pollo chiamato Gita al carcere di Folsom.

### Musica
Johnny Cash rese celebre la prigione di Folsom anche al di fuori degli Stati Uniti grazie alla sua canzone Folsom Prison Blues (1956) - nella quale viene narrata la storia di un carcerato lì rinchiuso - e attraverso i due concerti dal vivo che tenne all'interno del carcere davanti a un pubblico di detenuti. Il primo ebbe luogo nel 1966, mentre il secondo si svolse il 13 gennaio 1968 e venne incluso nell'album At Folsom Prison. Cash disse in seguito che il pubblico dei carcerati di Folsom era stato "il più entusiasta davanti al quale avesse mai suonato". La versione di Folsom Prison Blues estratta dal disco fu pubblicata su singolo e raggiunse la vetta della classifica country negli Stati Uniti restandoci per quattro settimane, mentre l'album rimase nella Top 200 Pop Album per 122 settimane.
Infine, The Folsom Prison Gang è il nome di una tribute band di Johnny Cash della East Coast.